# Keira D'Amato
Pour les articles homonymes, voir D'Amato.
Keira D'Amato (née Keira Carlstrom le 21 octobre 1984 à Oakton dans l'État de Virginie) est une athlète américaine, spécialiste des courses de fond.

## Biographie
Le 16 janvier 2022, elle établit le record des États-Unis du marathon féminin lors du marathon de Houston en 2 heures, 19 minutes et 12 secondes. Son record est battu par Emily Sisson le 9 octobre 2022.
Au semi-marathon, Keira D'Amato bat le record NACAC que détenait Sisson, en réalisant 1 h 6 min 39 s le 1er juillet 2023 à Gold Coast.

## Records
| Épreuve       | Épreuve   | Temps                | Lieu             | Date             |
| ------------- | --------- | -------------------- | ---------------- | ---------------- |
| 10 miles      | Plein air | 51 min 23 s          | Washington, D.C. | 24 novembre 2020 |
| Semi-marathon | Plein air | 1 h 6 min 39 s       | Gold Coast       | 1er juillet 2023 |
| Marathon      | Plein air | 2 heures 19 min 12 s | Houston          | 16 janvier 2022  |